# Shigetoshi Hasebe
Shigetoshi Hasebe (jap. 長谷部 茂利 Hasebe Shigetoshi; ur. 23 kwietnia 1971) – japoński piłkarz występujący na pozycji pomocnika.

## Kariera klubowa
Od 1994 do 2003 roku występował w klubach Verdy Kawasaki, Kawasaki Frontale, Vissel Kobe i JEF United Ichihara.

## Kariera trenerska
Po zakończeniu piłkarskiej kariery pracował jako trener w JEF United Chiba.